# LaTéléLibre
LaTéléLibre est une WebTV créée en janvier 2007 par le journaliste John Paul Lepers.
Spécialisée dans l'actualité politique, elle connait un grand succès lors de la campagne présidentielle de 2007. Non soumise aux règles du CSA, et se donnant une liberté de ton que n'ont pas les chaînes de télévision traditionnelles, LaTéléLibre se fait rapidement connaître des internautes grâce à des reportages qui rompent avec les émissions politiques habituelles. Une des vidéos les plus fameuses (vue 187 000 fois d'après les statistiques du site) montre un léger dérapage de Rachida Dati, s'amusant à se voir « ministre de la Rénovation urbaine à coup de Kärcher ».
Entièrement réalisée par des bénévoles, elle cherche aujourd'hui un modèle économique basé sur des sponsors.

## Contenu

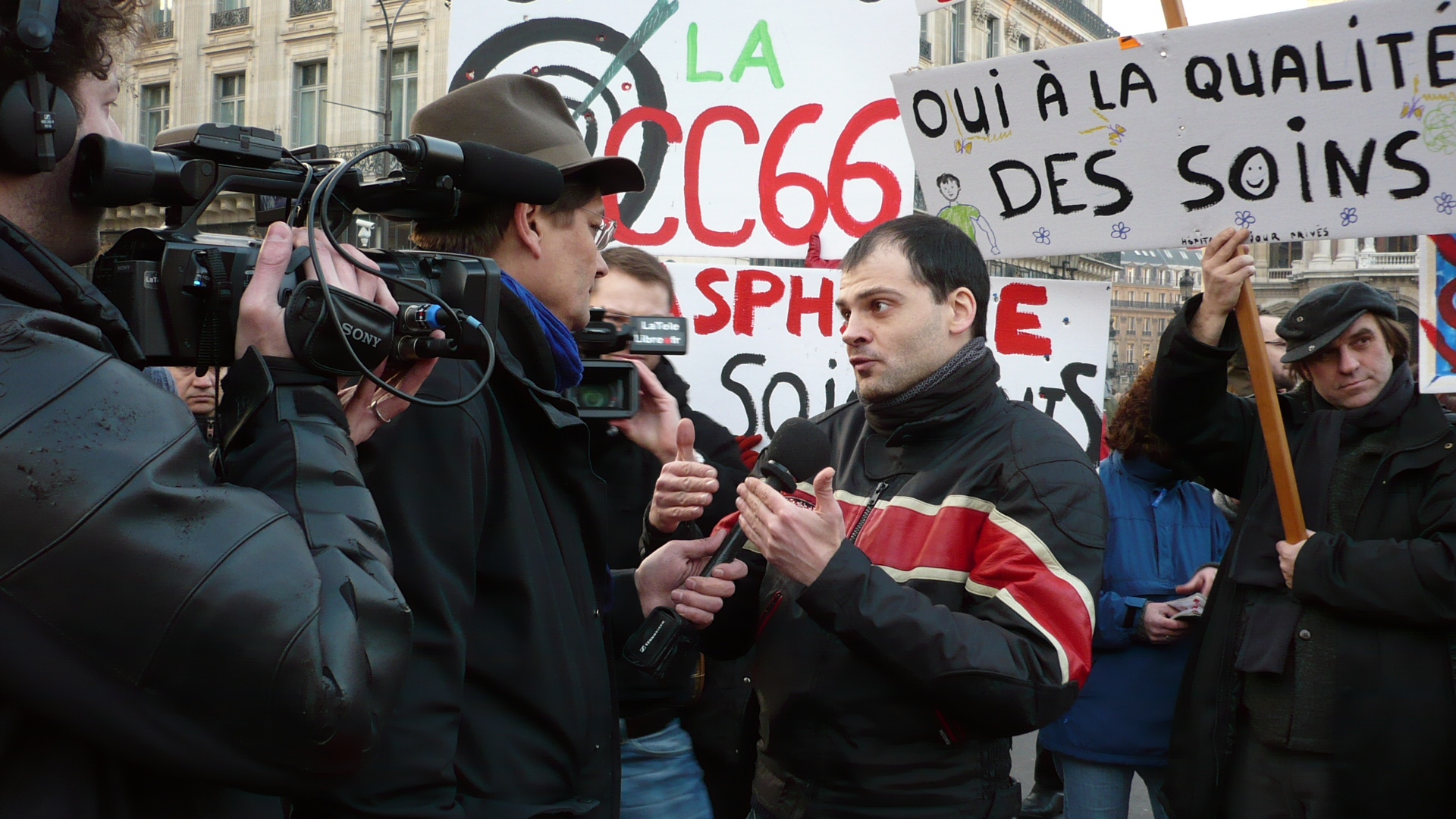
Tournage du « Point rouge », lors d'une manifestation en 2009.

Le programme de LaTéléLibre se compose essentiellement de :
- Le Point rouge, émission de débat « citoyen », réalisée dans la rue ;
- Sous les pavés, émission avec un invité principal (généralement politique) interrogé par plusieurs journalistes ;
- JPL en Camping-car, émission de documentaire dans laquelle John Paul Lepers sillonne la France en camping-car afin de répondre à des problèmes de sociétés tels que « Qui a peur des gitans ? » ;
- Le BOWOW, émission de reportage sur un thème en particulier et animée par Thibault Pomares ;
- Reporter Citoyen, émission de radio diffusée sur France Inter et dans laquelle un membre de LaTéléLibre parle des sujets de sociétés actuels ;
- De nombreux reportages autonomes.
- Du contenu rédactionnel.

## Ligne éditoriale
Par rapport aux médias traditionnels, le ton de LaTéléLibre se veut légèrement décalé, avec un point de vue d'« un pas de côté » et la restitution du « off » et des coulisses des événements. Le traitement de l'information est celui d'un format magazine ; il ne « colle » pas à l'actualité à chaud comme un quotidien, mais propose des réflexions et analyses a posteriori des faits. LaTéléLibre reste idéologiquement très ancrée à gauche.

### Articles de journaux
- Frédérique Roussel, « La Télé libre, laboratoire de contre-pouvoir », sur Libération, 30 mars 2009
- John Paul Lepers et François Longérinas, « Ne fermez pas la porte aux "reporters citoyens" », sur Le Monde, 29 septembre 2015